# Eugenio Aviña
General Eugenio Aviña Alcaraz fue un militar mexicano que participó en la Revolución mexicana. Nació en Jalisco en 1868. Se afilió a la causa del maderismo en Colima, en 1911. Se sublevó en la capital del estado el 18 de mayo de 1911 en favor de la revolución maderista. En la entrada de esa madrugada sus fuerzas entraron por la calle principal de Camino Real. Al renunciar el gobernador Enrique O. De la Madrid al día siguiente, Eugenio Aviña se convirtió en la única autoridad en durante los días 19 y 20 de mayo de 1911. En 1912 se sublevó contra el gobierno maderista, pero en 1913 permaneció en armas contra Victoriano Huerta en la región de Colima contra los gobernadores Antonio Delgadillo y Roberto F. Barney. Ascendió hasta General en 1914 y estuvo representado en la Convención de Aguascalientes en octubre de 1914 por Francisco S. Mancilla. A la disolución y derrota de la Convención se unió a las fuerzas zapatistas. Al triunfo del Plan de Agua Prieta, obtuvo el reconocimiento de su grado militar. Murió en Cuernavaca, Morelos, en 1947.